# Kust van Holland (Chase)
Kust van Holland (Engels: Coast of Holland) is een olieverfschilderij van de Amerikaanse kunstschilder William Merritt Chase, geschilderd in 1884. Het toont een strandtafereel in Zandvoort. Het werk bevindt zich in de collectie van het Frye Art Museum te Seattle.

## Context
Chase bracht het grootste deel van de zomer van 1884 door in Zandvoort, waar hij samen met collega-kunstschilder Robert Frederick Blum een zomerhuisje had gehuurd. Ondanks dat hij in de eerste plaats naar Nederland kwam om het door hem bewonderde werk van Frans Hals te bestuderen, hadden de thema's van de werken die hij in die periode maakte weinig met de Hollandse meester gemeen. Hij schilderde vooral anonieme alledaagse taferelen, hoekjes van een weiland, wat boomstammen, Zandvoortse vrouwen of een onbeduidend stukje strand, zonder narratieve inhoud. Kust van Holland is hiervan een treffend voorbeeld.

## Afbeelding
Kust van Holland toont een groepje mensen die wandelen of uitrusten in het gras van de duinen. Voor de kust dobbert een enkele boot. Het gaat Chase echter niet om de figuren in het schilderij, maar vooral om de atmosfeer. Hij probeert vooral het stormachtige gevoel te vangen van de wind en het zachte, losse duinzand, dat wegschuift onder zijn voeten. Zijn palet is beperkt en koel, het klimaat van het Hollandse kustplaats weerspiegelend. Herkenbaar zijn de invloeden van de landschappen van Édouard Manet en van de nocturnes van James McNeill Whistler, met wiens werk hij in Parijs had kennisgemaakt. De afbeelding is louter bedoeld als een voorbijgaande estheticistische impressie. De sfeer voelt vertrouwd, dichtbij, in het bijzonder voor iedereen die bekend is met de Hollandse kustlijn. Er straalt een zekere weemoed uit, een neiging tot contemplatie.

## Galerij

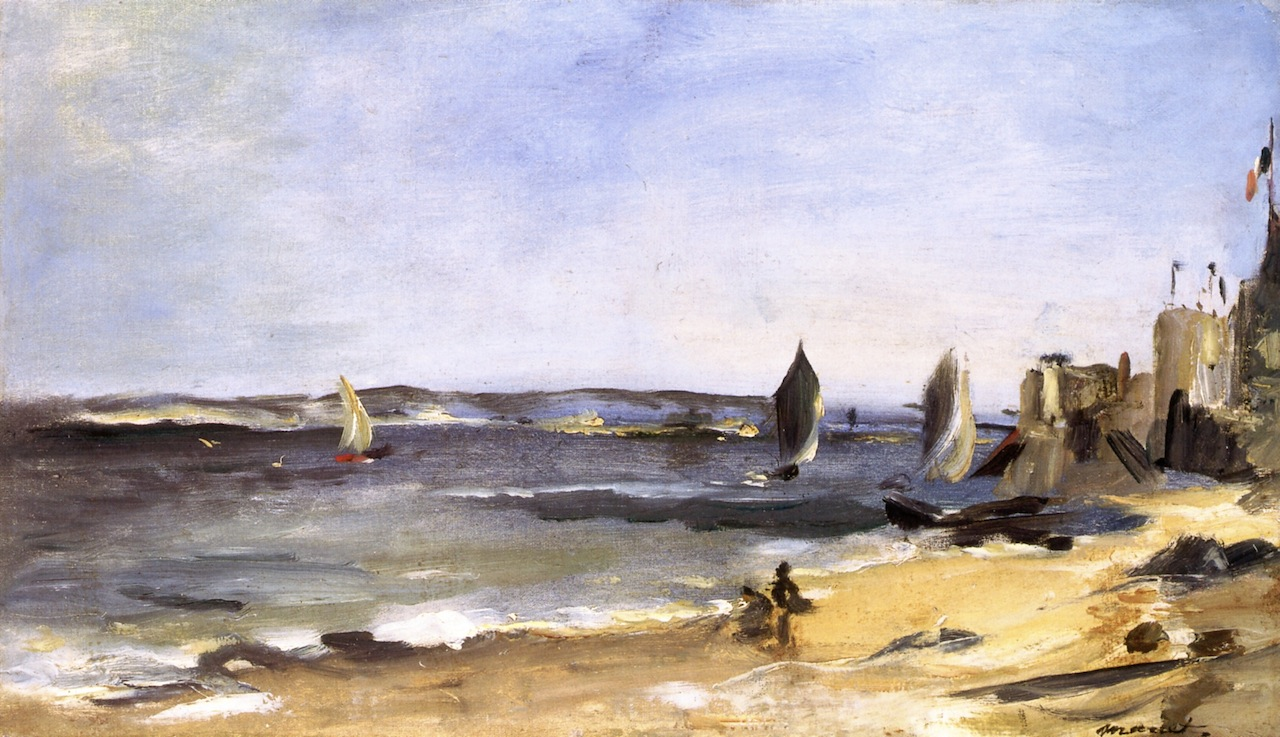
Manet: Arcachon, beau temps, 1871
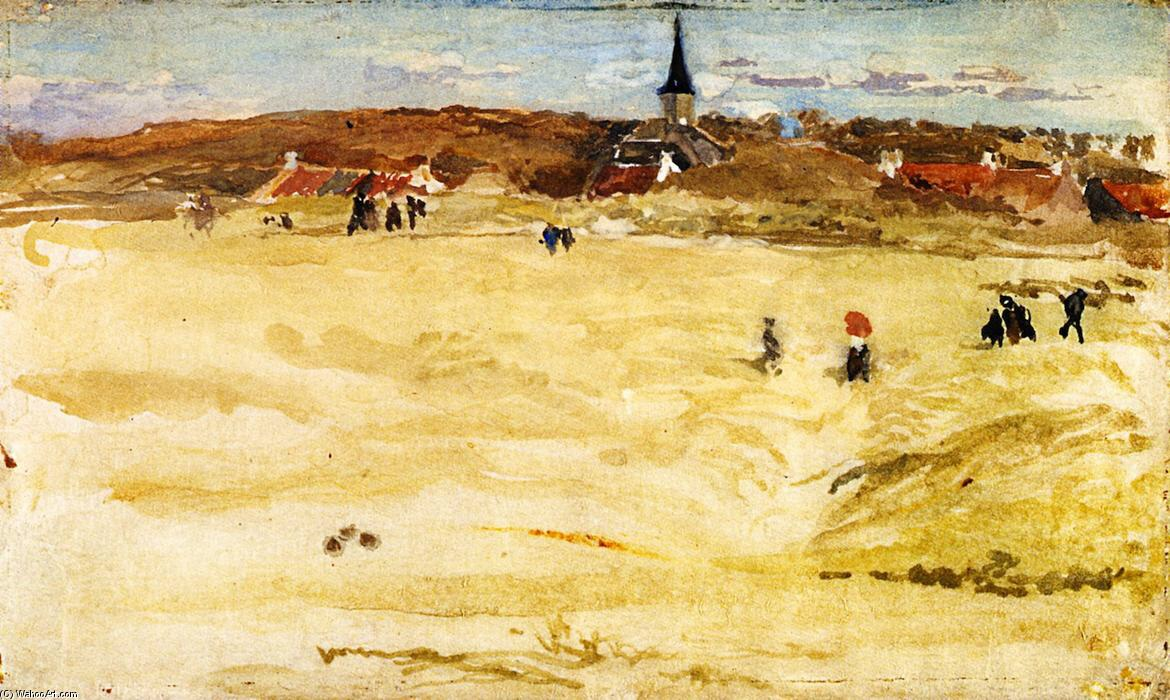
Whistler: Sunday at Domburg, 1883

## Historie
Chase exposeerde zijn grote doek Kust van Holland kort na voltooiing bij Les Vingth in Brussel en later tijdens een retrospectieve tentoonstelling te Boston in 1886. Bij die laatste expositie werd het werk lovend ontvangen. Een criticus beschreef het als een "scène .... waarop eenieder een grote reputatie kon bouwen". Chase zou het werk levenslang in bezit houden. In 1917, na zijn dood, werd het gekocht door de McDonough Galleries voor 210 dollar. Daarna bleef het lange tijd in privébezit. In 1979 werd het verworven door het Frye Art Museum te Seattle.